# Gunungiella ekatrimchi
Gunungiella ekatrimchi är en nattsländeart som beskrevs av Schmid 1968. Gunungiella ekatrimchi ingår i släktet Gunungiella och familjen stengömmenattsländor. Inga underarter finns listade i Catalogue of Life.